# 19019 Sunflower
19019 Sunflower è un asteroide della fascia principale. Scoperto nel 2000, presenta un'orbita caratterizzata da un semiasse maggiore pari a 2,5459838 UA e da un'eccentricità di 0,1783549, inclinata di 4,86638° rispetto all'eclittica.
Dal 9 gennaio al 9 marzo 2001, quando 20952 Tydeus ricevette la denominazione ufficiale, è stato l'asteroide denominato con il più alto numero ordinale. Prima della sua denominazione, il primato era di 17190 Retopezzoli.
L'asteroide è dedicato al girasole tramite il suo nome comune in inglese.